# Camerano Casasco
Camerano Casasco (piemontiul: Cameran) település Olaszországban, Piemont régióban, Asti megyében. Lakosainak száma 399 fő (2023. január 1.). Camerano Casasco Chiusano d’Asti, Cinaglio, Cortandone, Cortazzone, Montechiaro d'Asti és Soglio községekkel határos.

## Népesség
A település népessége az elmúlt években az alábbi módon változott:
| Lakosok száma | 466  | 458  | 399  |
|               | 2017 | 2018 | 2023 |